# Handbal op de Olympische Zomerspelen 2016
Handbal is een van de sporten die beoefend werden op de Olympische Zomerspelen 2016 in Rio de Janeiro, Brazilië. De wedstrijden vonden plaats van 6 tot en met 21 augustus in de Arena do Futuro.
Zowel aan het mannentoernooi als het vrouwentoernooi namen twaalf landen deel. Elk team mocht uit maximaal veertien leden bestaan.

## Kwalificatie
Via verschillende kwalificatietoernooien konden zich zowel bij de mannen als vrouwen elf landen kwalificeren. Als gastland was Brazilië automatisch geplaatst voor beide evenementen.

### Vrouwen
| Toernooi                           | Datum              | Locatie           | Plaatsen | Gekwalificeerd      |
| ---------------------------------- | ------------------ | ----------------- | -------- | ------------------- |
| Gastland                           |                    |                   | 1        | Brazilië            |
| Europees kampioenschap             | 7-21 december 2014 | Hongarije Kroatië | 1        | Spanje*             |
| Afrikaanse kampioenschap           | 19-21 maart 2015   | Luanda            | 1        | Angola              |
| Pan-Amerikaanse Spelen             | 15-24 juli 2015    | Toronto           | 1        | Argentinië          |
| Aziatisch kwalificatietoernooi     | 20-25 oktober 2015 | Nagoya            | 1        | Zuid-Korea          |
| Wereldkampioenschap                | 5-20 december 2015 | Denemarken        | 1        | Noorwegen           |
| Olympisch kwalificatietoernooi I   | 17-20 maart 2016   | Metz              | 2        | Nederland Frankrijk |
| Olympisch kwalificatietoernooi II  | 17-20 maart 2016   | Aarhus            | 2        | Montenegro Roemenië |
| Olympisch kwalificatietoernooi III | 17-20 maart 2016   | Astrachan         | 2        | Rusland Zweden      |
| Totaal                             |                    |                   | 12       |                     |

* Doordat Noorwegen zowel wereld- als Europees kampioen werd, schoof het ticket dat bij het Europees kampioenschap kon worden verdiend, door naar de verliezend finalist Spanje.

### Mannen
| Toernooi                           | Datum                        | Locatie | Plaatsen | Gekwalificeerd     |
| ---------------------------------- | ---------------------------- | ------- | -------- | ------------------ |
| Gastland                           |                              |         | 1        | Brazilië           |
| Wereldkampioenschap                | 15 januari - 1 februari 2015 | Qatar   | 1        | Frankrijk          |
| Pan-Amerikaanse Spelen             | 16-25 juli 2015              | Toronto | 1        | Argentinië         |
| Aziatisch kwalificatietoernooi     | 14-23 november 2015          | Doha    | 1        | Qatar              |
| Europees kampioenschap             | 17-29 januari 2016           | Polen   | 1        | Duitsland          |
| Afrikaanse kampioenschap           | 21-30 januari 2016           | Caïro   | 1        | Egypte             |
| Olympisch kwalificatietoernooi I   | 8-10 april 2016              | Gdańsk  | 2        | Polen Tunesië      |
| Olympisch kwalificatietoernooi II  | 8-10 april 2016              | Malmö   | 2        | Slovenië Zweden    |
| Olympisch kwalificatietoernooi III | 8-10 april 2016              | Herning | 2        | Denemarken Kroatië |
| Totaal                             |                              |         | 12       |                    |

## Medaillewinnaars
| Onderdeel | Goud       | Zilver    | Brons     |
| --------- | ---------- | --------- | --------- |
| Vrouwen   | Rusland    | Frankrijk | Noorwegen |
| Mannen    | Denemarken | Frankrijk | Duitsland |

### Medaillespiegel
| Plaats | Land       | NOC    | Goud | Zilver | Brons | Totaal |
| ------ | ---------- | ------ | ---- | ------ | ----- | ------ |
| 1      | Denemarken | DEN    | 1    | 0      | 0     | 1      |
| 1      | Rusland    | RUS    | 1    | 0      | 0     | 1      |
| 3      | Frankrijk  | FRA    | 0    | 2      | 0     | 2      |
| 4      | Duitsland  | GER    | 0    | 0      | 1     | 1      |
| 4      | Noorwegen  | NOR    | 0    | 0      | 1     | 1      |
| Totaal | Totaal     | Totaal | 2    | 2      | 2     | 6      |